# Vera Krepkina
Vera Krepkina, född 15 april 1933 i Kotelnich i Kirov oblast, Ryssland, död 25 april 2023 i Kiev, Ukraina, var en rysk-ukrainsk friidrottare som tävlade i löpning (sprint) och längdhopp för Sovjetunionen.
Krepkina blev olympisk mästare i längdhopp vid olympiska sommarspelen 1960 i Rom.